# Hruškovec
Hruškovec is een plaats in de gemeente Rakovec in de Kroatische provincie Zagreb. De plaats telt 71 inwoners (2001).